# Ts'ai Wen-chi (cratère)
Ts'ai Wen-chi est un cratère d'impact à la surface de Mercure. 
Le cratère a ainsi été nommé par l'Union astronomique internationale en 1976 en hommage à la poétesse et musicienne chinoise Cai Yan (IIe et IIIe siècles).
Son diamètre est de 124 km. Il se situe dans le Quadrangle de Victoria (quadrangle H-2) de Mercure.